# Il mangiatore di pietre
Il mangiatore di pietre è un film italo-svizzero del 2018, diretto da Nicola Bellucci.

## Distribuzione
Il film è stato presentato in anteprima il 30 settembre 2018 allo Zurigo Film Festival e poi essere proiettato al Torino Film Festival il successivo 26 novembre. È stato distribuito nei cinema il 18 luglio 2019.